# 145
145 рік — невисокосний рік, що почався в п'ятницю за григоріанським календарем. 
Римська імперія •  Парфянське царство •  Кушанське царство •  Східна Хань •  Сармати

## Геополітична ситуація
У Римській імперії править імператор Антонін Пій (до 161). Імперія  займає Апеннінський, Піренейський та Балканський півострови, Галлію, частину Британії, Близький Схід, Північну Африку включно з Єгиптом. 
Наймогутніша держава центральної Азії — Парфянське царство. Наймогутніша держава Індостану — Кушанське царство. Династія Хань править у Китаї.  Корейський півострів ділять між собою Три корейські держави. 
Триває докласичний період цивілізації мая.
На території майбутньої України, в степах Причорномор'я, кочують сармати, північніше — племена Черняхівської культури.

## Події

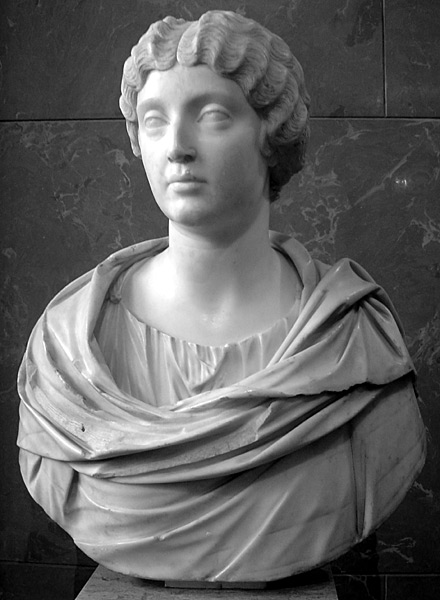
Фаустіна Молодша

- Консулами у Римі були імператор Антонін Пій та Марк Аврелій.
- Майбутній імператор  Марк Аврелій вступив до колегії жерців.
- Марк Аврелій одружився з Фаустиною Молодшою, дочкою Антоніна Пія[1].
- У Римі відкрито Храм Божественного Адріана (за іншими даними — 141).
- У Римі написано книгу «Пастир Герми».
- Імператором Китаю став Чжи-ді[2].

## Народились
- Хуа То — китайський лікар часів династії Хань.

## Померли
- Басилід з Александрії, засновник секти, близької до гностицизму.
- Лю Бін — 9-й імператор династії Пізня Хань у 144–145 роках. Посмертне ім'я Чун-ді.